# Willie Morgan
William "Willie" Morgan (født 2. oktober 1944) er en tidligere skotsk fodboldspiller, mest kendt for sin tid hos Manchester United. Han spillede 21 landskampe for Skotland og scorede et mål.
Morgan startede sin karriere hos Burnley, hvor han debuterede i 1963. Han spillede 231 kampe for Burnley og scorede 22 mål, før han blev købt af Manchester United i sommeren 1968. Som løbestærk wing passede han udmærket ind i United, og blev hurtigt en favorit hos supporterene. Han blev i 1973 valgt til kaptajn for Manchester United. Efter 236 kampe og 25 mål for klubben, tog Morgan i 1975 tilbage til Burnley, den gang for at spille 16 kampe, før han blev opkøbt af Bolton. Her spillede han 154 kampe og scorede ti mål. Han afsluttede karrieren i 1981 med en sæson for Blackpool.
I hans tid i United dedikerede bandet Tristar Airbus sangen Willie Morgan on the Wing til Morgan.